# Vincent Ragot de Beaumont
Pour les articles homonymes, voir Ragot.
Vincent Ragot de Beaumont (1624 - 1er décembre 1714) est un homme d'Église et essayiste français.

## Biographie
Promoteur de l'évêque d'Alet, Nicolas Pavillon, l'abbé Ragot de Beaumont est un acteur de premier plan dans les négociations qui aboutissent à la signature, en 1669, de l'accord connu sous le nom de Paix clémentine. Il est alors lié avec le célèbre docteur de la Sorbonne, défenseur des jansénistes, Antoine Arnauld.
Il suit l'évêque Gilbert de Choiseul à Tournai, où, chanoine du chapitre de l'église cathédrale, il est mêlé aux conflits des différents pouvoirs flamands — seigneurs et États — et français — gouverneur, intendant et évêque — dans une province récemment conquise par la France.
Après avoir été déchu de son état ecclésiastique et même embastillé, il devient l'ami et le secrétaire personnel de Sébastien de Vauban. Avec Pierre de Boisguilbert, il concourt, de 1695 à 1697, à la rédaction du projet de Dîme royale, publié par Vauban en 1707.
Il ne doit pas être confondu avec un autre abbé de Beaumont : Godefroy de Beaumont-Bouillon (1750-1823).